# Andrássy Géza
Andrássy Géza, gróf (Pest, 1856. július 22. – Budapest, 1938. augusztus 29.) nagybirtokos, politikus, az MTA igazgatósági tagja (1931). Andrássy Manó fia.

## Életpályája
A budapesti és genfi egyetemen jogi folytatott jogi tanulmányokat. 1881-ben tanulmányutat tett az USA-ban. Az Andrássy-féle vasművek tulajdonosa volt, amit utóbb eladott a Rimamurányi-Salgótarjáni Vasmű Részvénytársaságnak, ahol igazgatósági tag lett. 
1891-től 1897-ig, majd 1910-től ismét országgyűlési képviselő volt; 1898-tól pedig főrendiházi, 1927-től felsőházi tag. A Szabadelvű Párt híve volt, Tisza István első miniszterelnöksége idején azonban a disszidensekhez, majd az alkotmánypárthoz csatlakozott. 
Ismert sportvezető volt. Elnöke volt a Magyar Athlétikai Clubnak és a Nemzeti Lovardának. A lovaspólót ő honosította meg Magyarországon. Híres telivértenyésztő volt.

## Munkái
- Az otthont szentesítő törvények (Budapest, 1883)